# 신데렐라 성

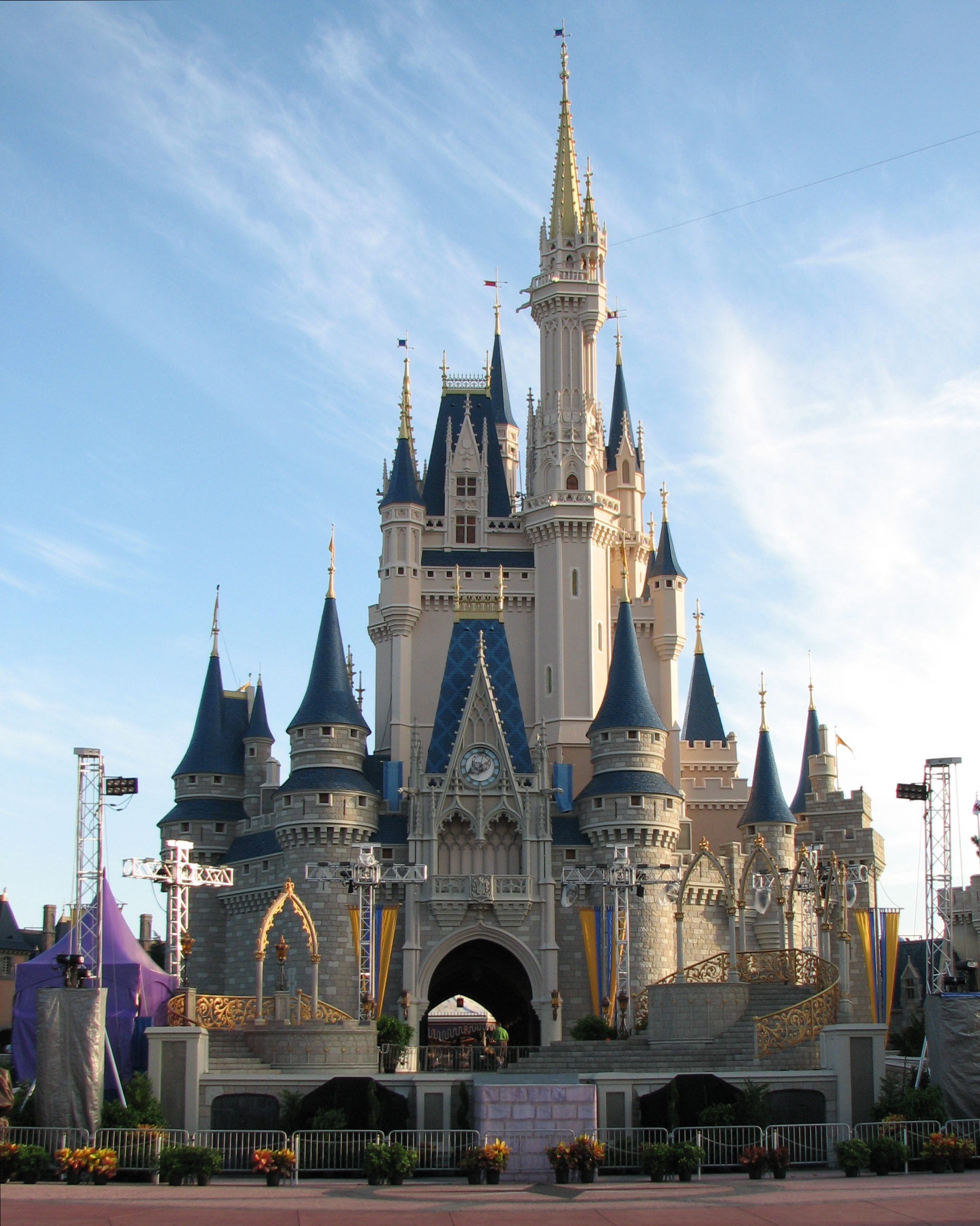
신데렐라 성

신데렐라 성(영어: Cinderella Castle)은 세계 여러 디즈니 파크의 랜드마크이다. 영화 《신데렐라》에 등장하는 성을 모티브로 하고 있다.

## 같이 보기
- 잠자는 숲 속의 미녀 성